# Vall de Cardós
Vall de Cardós est une commune de la comarque du Pallars Sobirà dans la province de Lérida en Catalogne (Espagne).

## Géographie
La commune est située dans les Pyrénées.
| La Guingueta d'Àneu |                | Lladorre          |
| La Guingueta d'Àneu | Vall de Cardós | Esterri de Cardós |
| Llavorsí            | Tirvia         | Alins             |

## Histoire
Autrefois, des moissonneurs saisonniers de la vallée française du Haut-Salat passaient la frontière par le port de Marterat et descendaient le Vall de Cardos afin de louer leurs bras vers la Séu de Urgell et l'Alt Urgell.

## Lieux et monuments

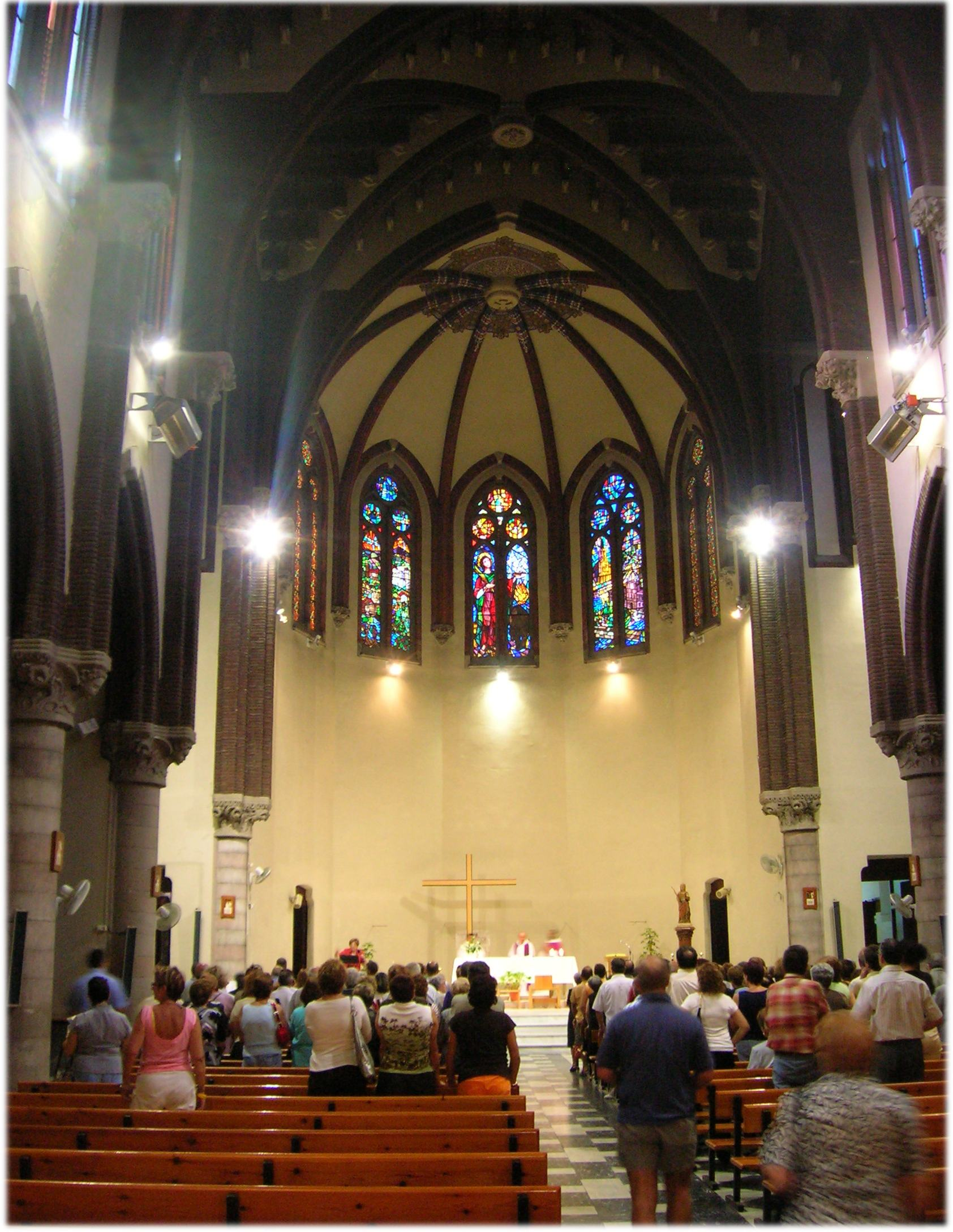
Église de Santa Coloma de Gramanet.